# Леви, Эрик
Эрик Леви (фр. Eric Lévi); полное имя Эрик-Жак Левисаль (фр. Éric Jacques Levisalles) — французский композитор.

## Биография
Начинал свою карьеру в рок-группе Shakin' Street в 1975 году. Популярность получил в начале 1990-х после работ над музыкой к фильмам «Пришельцы», «Пришельцы II. Коридоры времени», «Между ангелом и бесом» и «Операция „Тушёнка“» (с участием актёров Кристиана Клавье, Жана Рено, Валери Лемерсье, режиссёр — Жан-Мари Пуаре).
В 1997 году организовал музыкальный проект Era в жанре нью-эйдж, который принёс ему мировую известность. В частности, сингл Ameno завоевал высокие места в чартах.
В 1999 году переехал в Лондон.
Леви пишет тексты хоралов на псевдолатыни, а также на английском. В молодости Эрик увлекся древним учением катаров, и поэтому значительная часть текстов Era основана на их философии.